# Knut Stensson (Bielke)
Knut Stensson (Bielke), född omkring 1418, död 1451, var ett svenskt riksråd och lagman.

## Biografi
Knut Stensson (Bielke) var son till hövitsmannen Sten Turesson (Bielke) på Piksborg och Margareta Karlsdotter (Sparre av Tofta). Knut Stensson blev riddare vid kung Kristofers kröning 1441 och var då också med i riksrådet och erhöll vid kröningen Axvalls slottslän i förläning men bytte den senare mot Nyköpings slottslän och stad. Han var lagman i Upplands lagsaga 1450–1451. Knut Stensson avled 1451 och begravdes 11 november samma år i Vadstena.

### Egendom
Knut Stensson ägde Ekholmens slott i Veckholms socken.

### Familj
Knut Stensson gifte sig första gången med Kerstin Knutsdotter, dotter till Knut Bengtsson (Blå).
Knut Stensson gifte sig andra gången med Elin Gustafsdotter, dotter till riddaren Gustaf Algotsson (Sture) och Märta Ulfsdotter (Sparre). Efter Knut Stensson död gifte Elin Gustafsdotter om sg med riksföreståndaren Erik Axelsson (Tott).